# 太白站 (贵州省)
太白站是位于贵州省桐梓县新站镇的一个铁路车站，有川黔铁路经过，邮政编码563205。车站建于1965年，距离重庆站207公里，车站及其上下行区间均已电气化。车站隶属成都铁路局，是四等站，现仅办理客运业务，每日有一对慢车停靠。

## 车站结构
太白站内设有3条股道，坡度2.5‰，另设有货物线和避难线各1条。站内驻有贵阳铁路公安处桐梓车站派出所太白警务区。

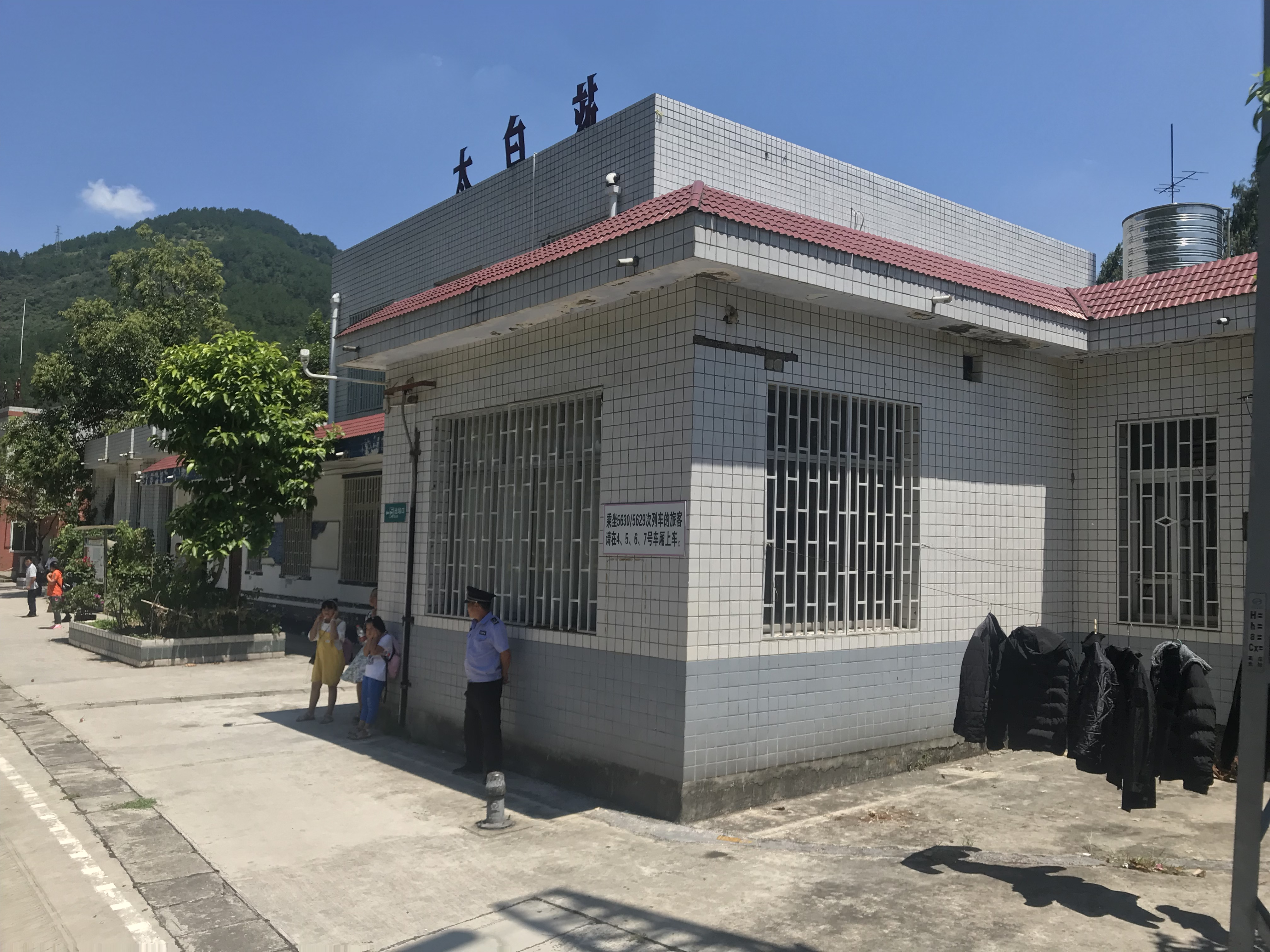
行车室
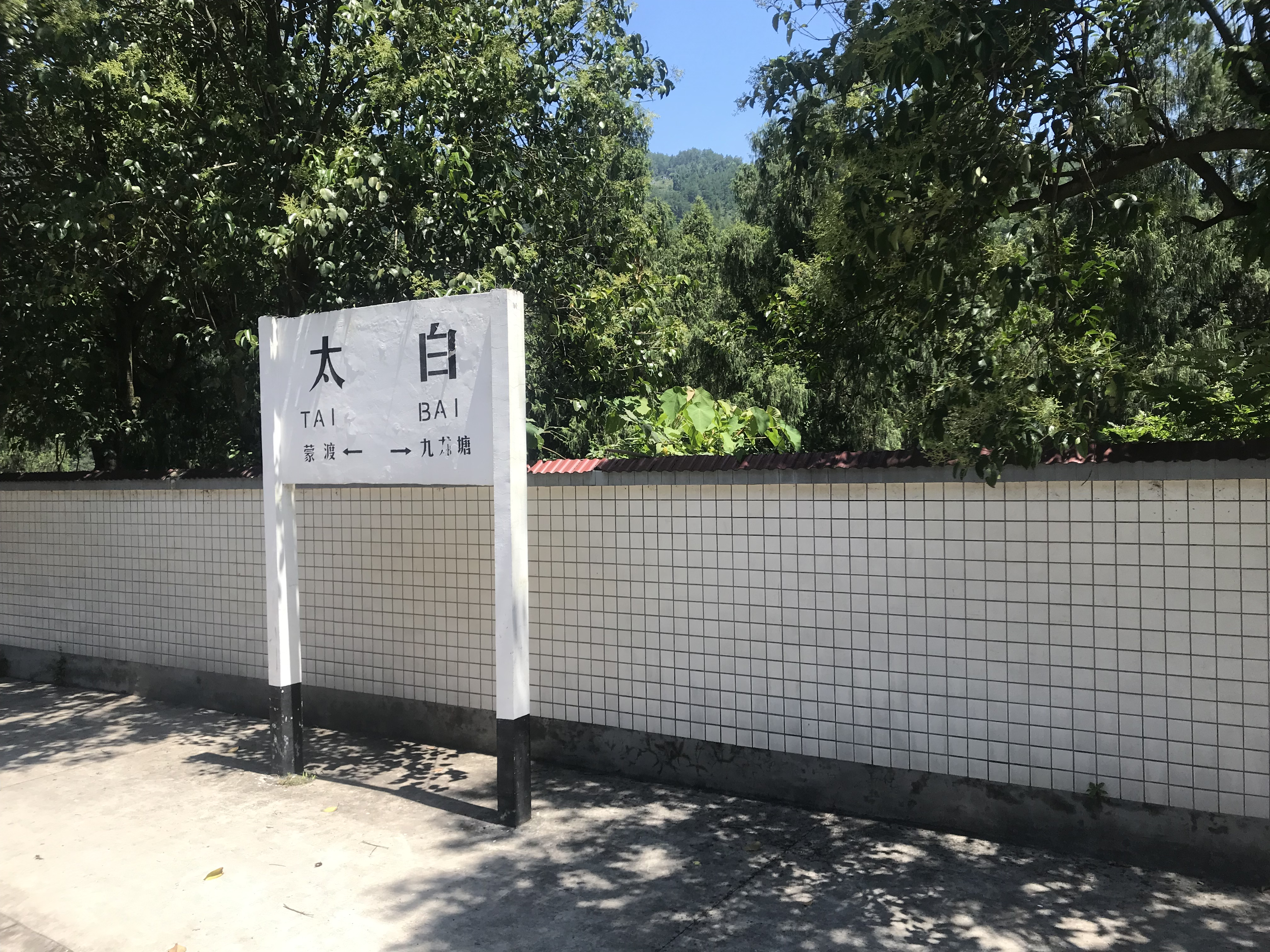
站牌
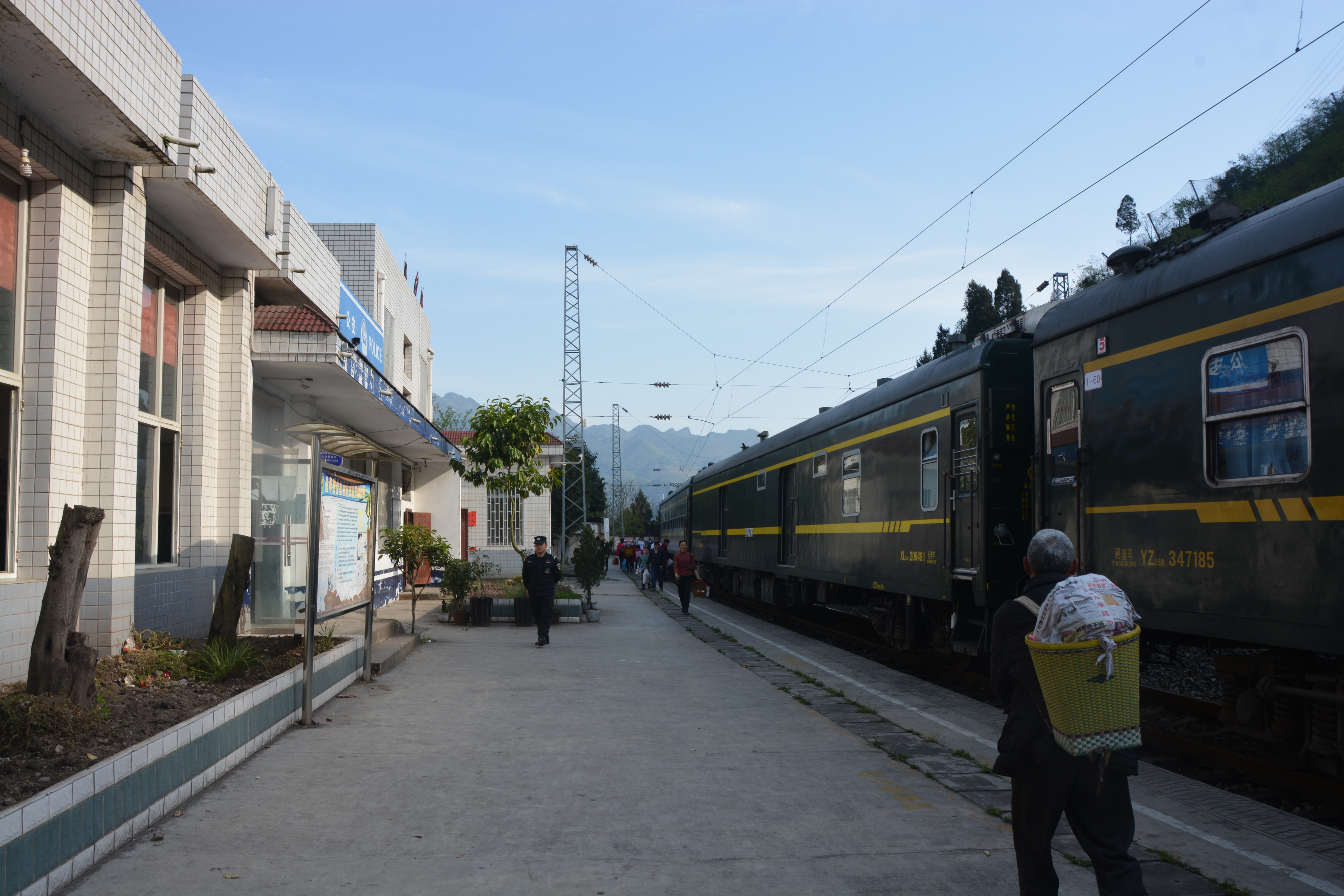
5629次列車停靠站台
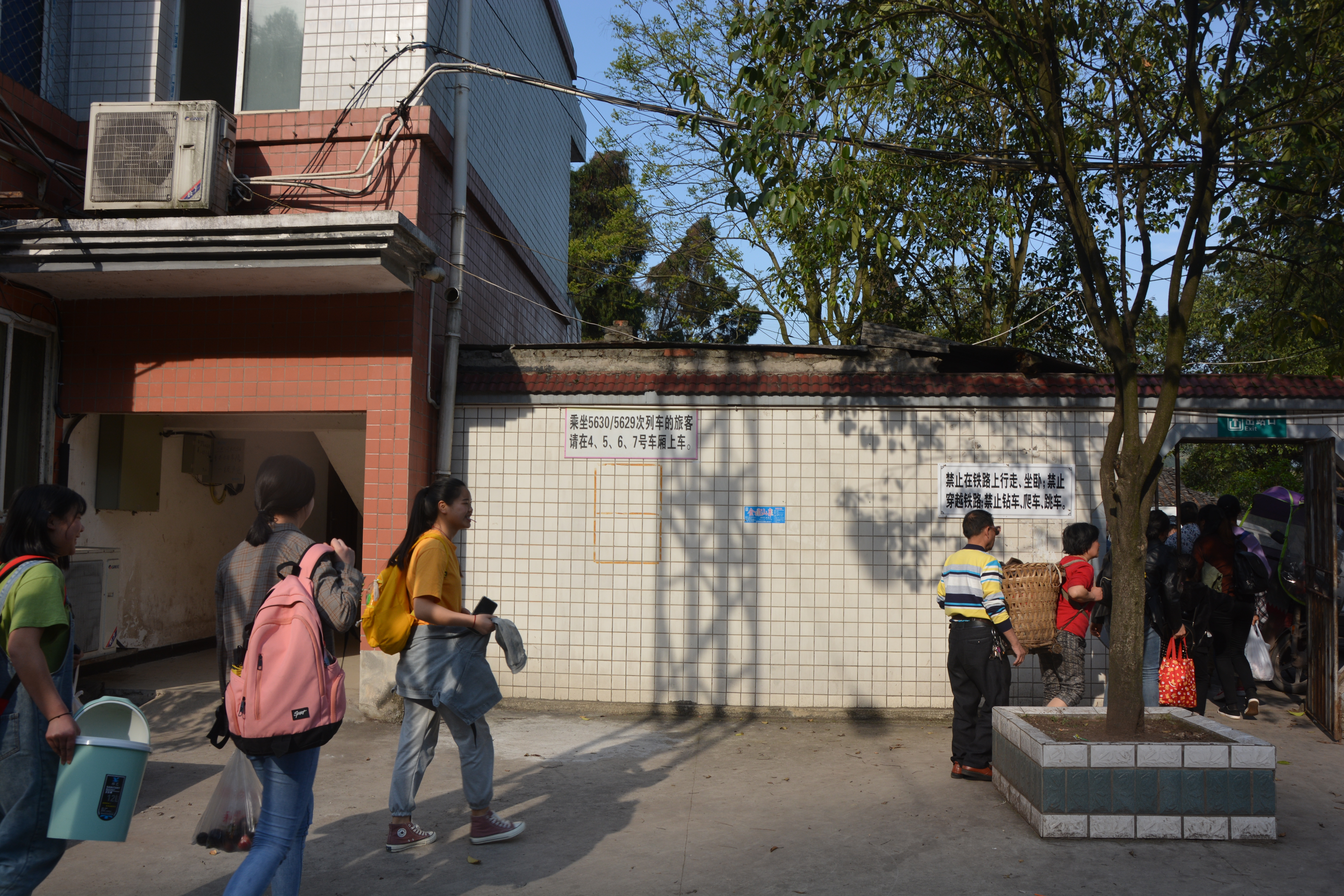
出站口